# Riccardo Ehrman

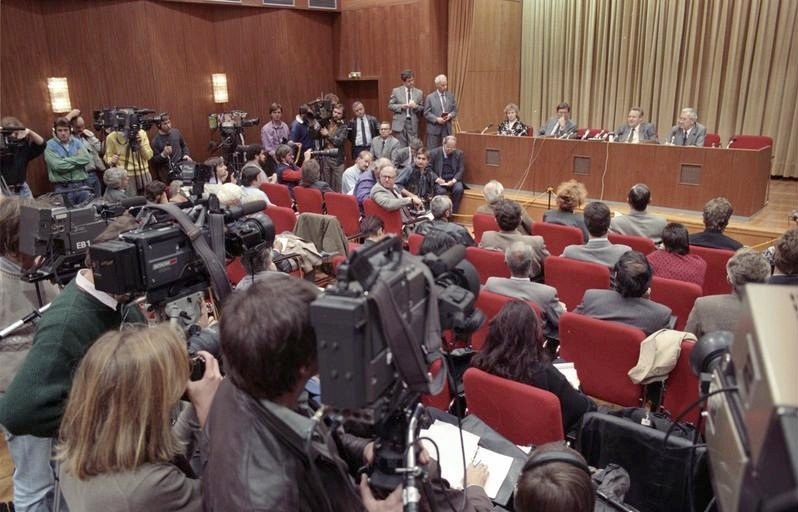
Die Pressekonferenz vom 9. November 1989, Riccardo Ehrman sitzt links unten vor dem Pult

Riccardo Ehrman (in deutschsprachigen Texten oft Riccardo Ehrmann geschrieben, * 4. November 1929 in Florenz; † 14. Dezember 2021 in Madrid) war ein italienischer Journalist. Er erlangte am 9. November 1989 Bekanntheit, als er in einer Pressekonferenz des Zentralkomitees der SED Günter Schabowski Fragen stellte, deren Beantwortung durch Schabowski zu einem Ansturm auf die Berliner Mauer und deren Fall führte.

## Herkunft und Tätigkeit
Ehrmans Eltern, jüdische Polen aus Lemberg, waren nach ihrer Hochzeitsreise nach Italien in Florenz geblieben. 1943 wurde er mit seinen Eltern in dem Internierungslager Ferramonti di Tarsia interniert. Nach dem Krieg studierte er Rechtswissenschaft und arbeitete in Florenz als Reporter. Später war er für verschiedene Zeitungen und Agenturen tätig, so als AP-Korrespondent in Rom.
Er war als Reporter in der ganzen Welt unterwegs, als Korrespondent in Kanada und den USA; von 1976 bis 1982 berichtete er aus der DDR, danach war er in Indien. Als Mitte der 80er Jahre sein Nachfolger in der DDR erkrankte, nahm er dort wieder seine alte Position ein. Zur Zeit des Mauerfalls arbeitete Ehrman als Berlin-Korrespondent für die italienische Nachrichtenagentur ANSA. Nach seiner Pensionierung lebte er mit seiner spanischen Ehefrau in Madrid, Spanien.

## Pressekonferenz am 9. November 1989
Vom 8. bis 10. November 1989 fand im Gebäude des Zentralkomitees der SED die 10. Tagung des Zentralkomitees nach dem XI. Parteitag der SED statt, welche im Eindruck der großen Umwälzungen in Osteuropa stand. In derartigen Tagungen übte das Zentralkomitee in der Zeit zwischen den Parteitagen der SED seine Funktion als höchstes Organ der Partei aus. Am Ende eines jeden Sitzungstages sollte Günter Schabowski in seiner Rolle als Sekretär des ZK der SED für Informationswesen die Öffentlichkeit in einer rund einstündigen Pressekonferenz im  Internationalen Pressezentrum der DDR-Regierung im Haus Mohrenstraße 36–37 über die neuesten Ergebnisse der Beratungen informieren.
Während der zweiten Pressekonferenz im Zusammenhang mit der laufenden Tagung stellte Ehrman am 9. November 1989 folgende Frage:

„Ich heiße Riccardo Ehrman, ich vertrete die italienische Nachrichtenagentur ANSA. Herr Schabowski, Sie haben von Fehlern gesprochen. Glauben Sie nicht, dass es war ein großer Fehler, diesen Reisegesetzentwurf, das Sie haben jetzt vorgestellt vor wenigen Tagen?“

Diese eher allgemeine Frage beantwortete Schabowski, indem er von einem hervorgekramten Zettel folgenden Wortlaut vorlas:

„Privatreisen nach dem Ausland können ohne Vorliegen von Voraussetzungen (Reiseanlässe und Verwandtschaftsverhältnisse) beantragt werden. Die Genehmigungen werden kurzfristig erteilt. Die zuständigen Abteilungen Paß- und Meldewesen der Volkspolizeikreisämter in der DDR sind angewiesen, Visa zur ständigen Ausreise unverzüglich zu erteilen, ohne daß dafür noch geltende Voraussetzungen für eine ständige Ausreise vorliegen müssen. […] Ständige Ausreisen können über alle Grenzübergangsstellen der DDR zur BRD bzw. zu Berlin (West) erfolgen.“

Auf die darauf folgenden beiden Nachfragen „Ab wann?“ und „Wann tritt das in Kraft?“ gab Schabowski die Auskunft: „Das tritt nach meiner Kenntnis … ist das sofort, unverzüglich.“ Nachdem dies wenige Minuten später durch Rundfunk und Fernsehen verbreitet worden war, suchten Tausende DDR-Bürger die Grenzübergangsstellen nach West-Berlin und zur Bundesrepublik Deutschland auf, die daraufhin geöffnet wurden. Dies war ein entscheidendes Ereignis auf dem Weg zum Fall der Berliner Mauer und der Deutschen Wiedervereinigung. Ehrman erzählte später, die Ostberliner hätten ihn am 9. November 1989 auf den Weg zum Grenzübergang Berlin-Friedrichstraße kurz nach seiner Frage auf der Pressekonferenz auf Schultern getragen.

## Fragen
Dem MDR erzählte Ehrman bezüglich seiner Frage nach der Ausreiseregelung: „Einer von dieser Freunden – ich kann mich nicht an den Namen erinnern – er hat mir gesagt: ‚Du musst nach der Reisefreiheit fragen. Es ist sehr wichtig.‘“ Eine andere Quelle zitiert Ehrman für dasselbe Interview im MDR etwas konkreter: „Diese Person sagte: ‚Ich bin der Mann von dem Unterseeboot. Es gibt in Berlin einen Platz, ein Büro, das unter dem See liegt. Es ist bekannt als Unterseeboot. Und diese Person ist in diesem Büro der Chef.‘“ Als Unterseeboot wurde der abhörsichere und fensterlose Besprechungsraum der amtlichen DDR-Nachrichtenagentur ADN bezeichnet. Das würde bedeuten, dass Günter Pötschke, damals Chef der ADN, der Tippgeber gewesen ist. Pötschke war zwar mit Ehrman befreundet, hat die Darstellung von Ehrman allerdings nie bestätigt, und Ehrman hat im Laufe der Zeit eine Reihe von zumindest fragwürdigen und von nachweislich falschen Angaben gemacht. So bestätigte Ehrman später, zwar im Vorfeld der Pressekonferenz von Pötschke angerufen, aber nicht explizit gebeten worden zu sein, nach dem neuen Reisegesetz zu fragen.

## Ehrungen
Am 29. Oktober 2008 wurde Ehrman für sein Mitwirken an der Wiedervereinigung das Bundesverdienstkreuz am Bande verliehen. Dazu wurde berichtet, er habe in der Pressekonferenz vom 9. November 1989 die Frage „Ab wann?“, nach anderen Quellen „Wann tritt das in Kraft?“, gestellt. Aber zum einen bestätigte Ehrman in seiner öffentlichen Reaktion auf die Ehrung diese Zitate nicht als eigene, sondern drückte sich sehr allgemein aus: „Ich bin stolz, dass man sich nach so vielen Jahren noch daran erinnert, dass ich bei dem Ereignis dabei war.“ Er freue sich, „einen kleinen Teil“ zur Wiedervereinigung beigetragen zu haben, und Mitschnitte der Pressekonferenz zeigen, dass diese Nachfragen tatsächlich vom damaligen BILD-Reporter Peter Brinkmann gekommen waren. Zum anderen machte Ehrman 2009 geltend, nicht auf eigene Initiative hin, sondern auf Veranlassung durch einen Tipp-Geber aus dem „Unterseeboot“ gefragt zu haben.